# Astragalus iliensis
Astragalus iliensis är en ärtväxtart som beskrevs av Aleksandr Andrejevitj Bunge. Astragalus iliensis ingår i släktet vedlar, och familjen ärtväxter.

## Underarter
Arten delas in i följande underarter:
- A. i. iliensis
- A. i. macrostephanus